# Lophaxius rathbunae
Lophaxius rathbunae is een tienpotigensoort uit de familie van de Axiidae. De wetenschappelijke naam van de soort is voor het eerst geldig gepubliceerd in 1989 door Kensley.